# Gina Lollobrigida
Gina Lollobrigida (4. juli 1927, død 16. januar 2023) var en italiensk skuespillerinde, fotojournalist og politiker.
Hun var en af europas mest populære skuespillerinder i 1950'erne og begyndelsen af 1960'erne. I takt med at hun nedtrappede sin skuespillerkarriere begyndte hun at arbejde som fotojournalist, hvor hun i 1970'erne bl.a. opnåede international opsigt med et eksklusivt interview med Fidel Castro.

## Skuespillerkarriere
Lollobrigida skrev i 1950'erne en foreløbig kontrakt med Howard Hughes om over en periode på syv år at medvirke i tre film om året. Hun afviste dog vilkårene i den endelige kontrakt, da hun foretrak at blive i Europa, hvorfor Hughes suspenderede hende. Hughes solgte i 1955 RKO Pictures, men beholdt kontrakten med Lollobrigida, og tvisten med Hughes forhindrede hende i at medvirke i amerikanske film optaget i USA indtil 1959.
Hendes medvirken i den populære Brød, kærlighed og fantasi (Pane, amore e fantasia, 1953) medførte en BAFTA-nominering og andre filmpriser. Hun medvirkede i 1950'erne i en række populære film, herunder i Klokkeren fra Notre Dame (1953) (som Esmeralda), Salomon og dronningen af Saba (1959), Robert Mulligans Vi mødes ved Rivieraen (1961) og Alle mine mænd (1968).